# Neuhüttenalm (Bad Wiessee)
Die Neuhüttenalm ist eine Alm in den Bayerischen Voralpen. Das Almgebiet liegt im Gemeindegebiet von Bad Wiessee im hochgelegenen Sattel zwischen den Bergen Fockenstein und Neuhütteneck. Zu der Alm gehören vier Almhütten und eine Kapelle.

## Geschichte

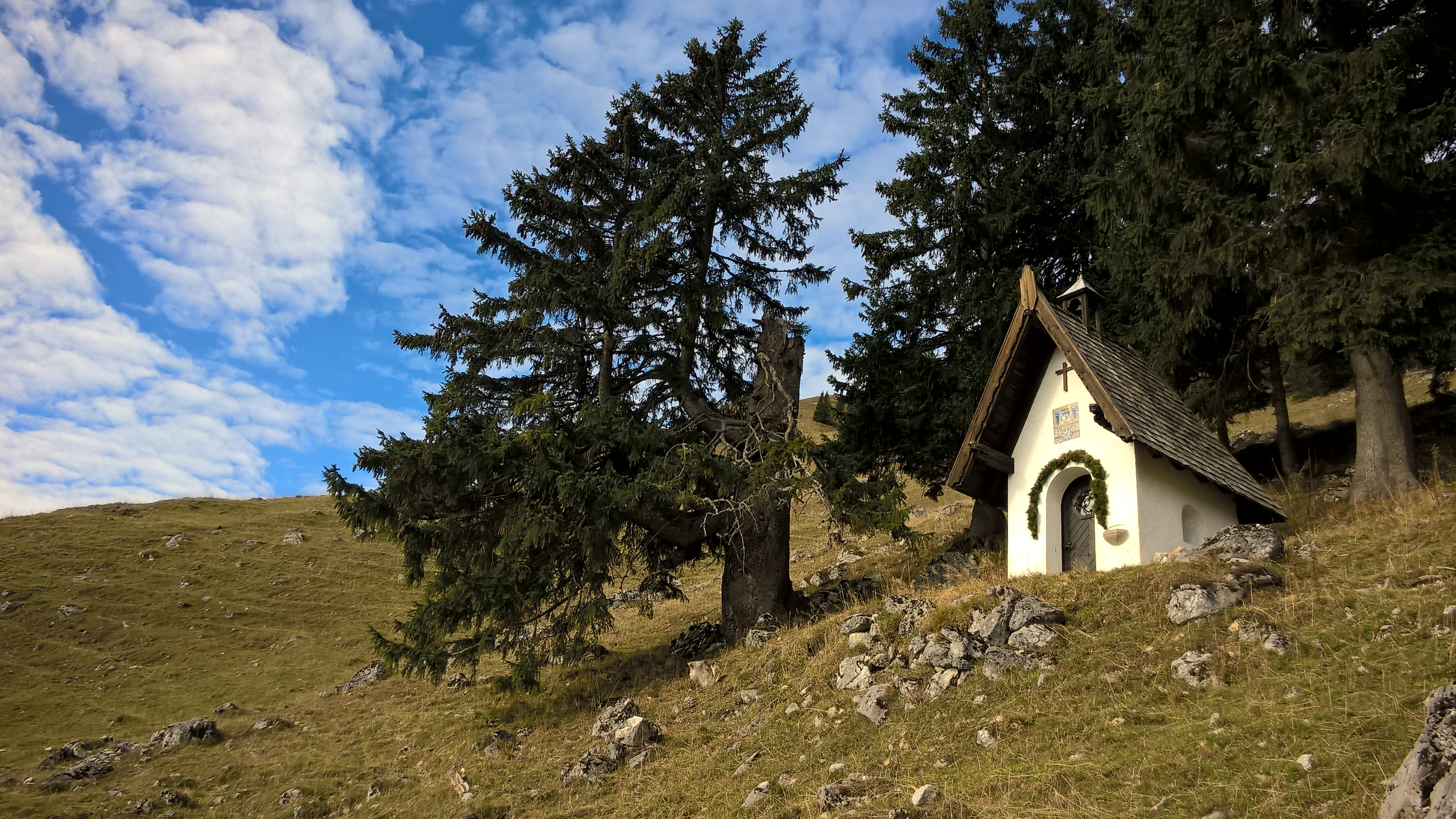
Kapelle der Neuhüttenalm, errichtet 1922

Im Almbuch von Gerhard Oelkers ist die Alm bereits im Jahre 1427 erwähnt. Im Jahr 1716 gesellten sich zu den sieben Almbauern weitere vier Bauern dazu, die bis 1840 eine Gemeinschaft bildeten. Von 1897 bis 1902 wechselten die Hütten durch Tausch mehrfach den Besitzer. Heute sind die Hütten im Besitz von drei Familien, die eine Almgemeinschaft bilden und mit etwa 60 Kühen die Alm bewirtschaften.
Die östliche Almhütte, die Hagnhütte aus der ersten Hälfte des 19. Jahrhunderts und die Kapelle aus dem Jahr 1922 stehen unter Denkmalschutz. Die Kapelle wurde zum Gedenken an die im Ersten Weltkrieg gefallenen Mitglieder des Clubs alpiner Skiläufer errichtet. Etwas abseits der Almhütten gelegen, befindet sich eine Skihütte.
Die Neuhüttenalm kann von Bad Wiessee aus über den Sonnenbichl entlang der Forststraße durch das Zeiselbachtal und über die Aueralm erreicht werden, als auch über das Söllbachtal entlang des Aueralpengrabens.
Von Lenggries kommend liegt die Alm entlang des Maximiliansweges, einem Weitwanderweg, der von Lindau am Bodensee entlang der deutschen Alpen bis nach Berchtesgaden führt.

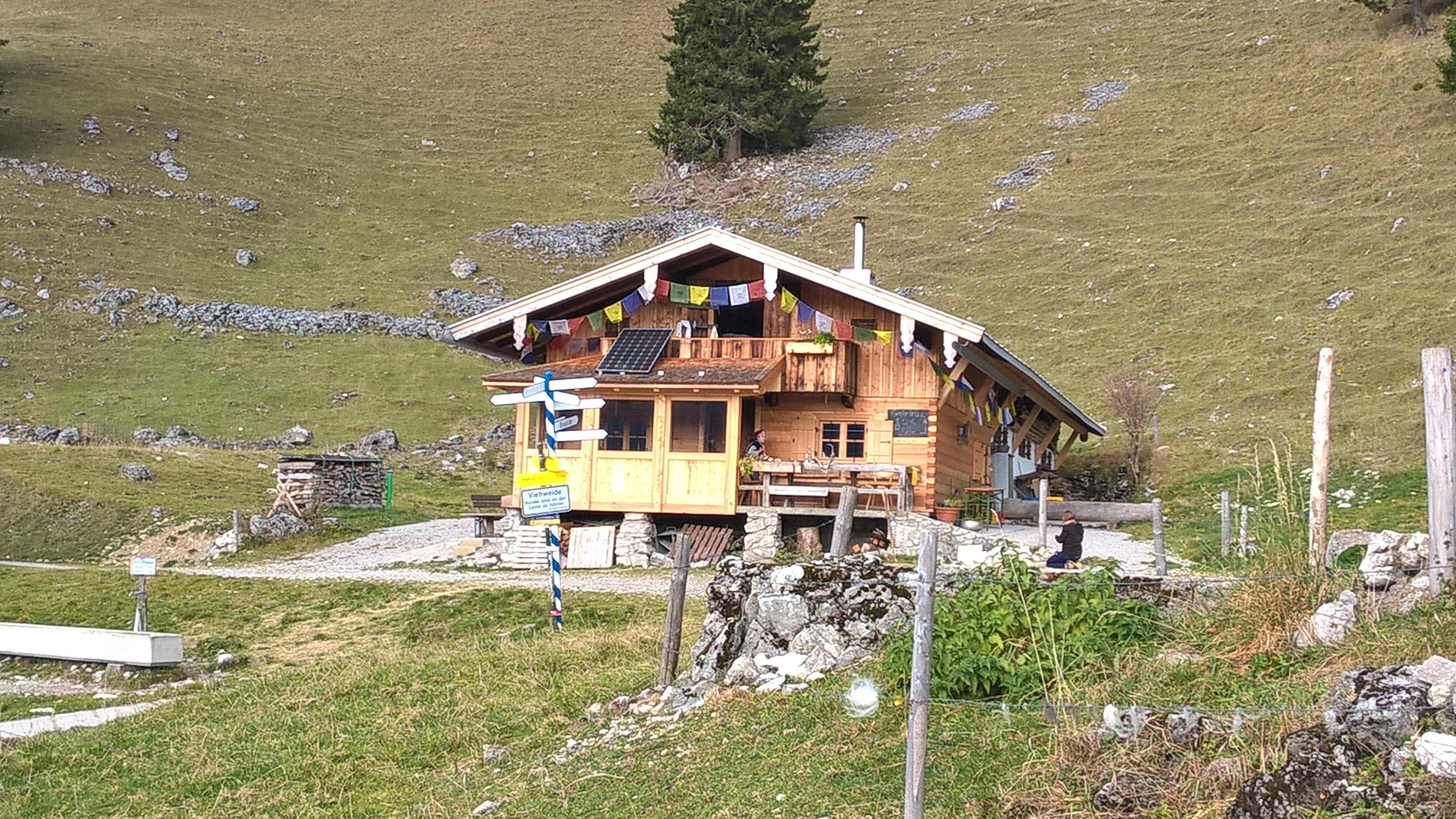
Nördliche Hütte (Familie Erlacher)
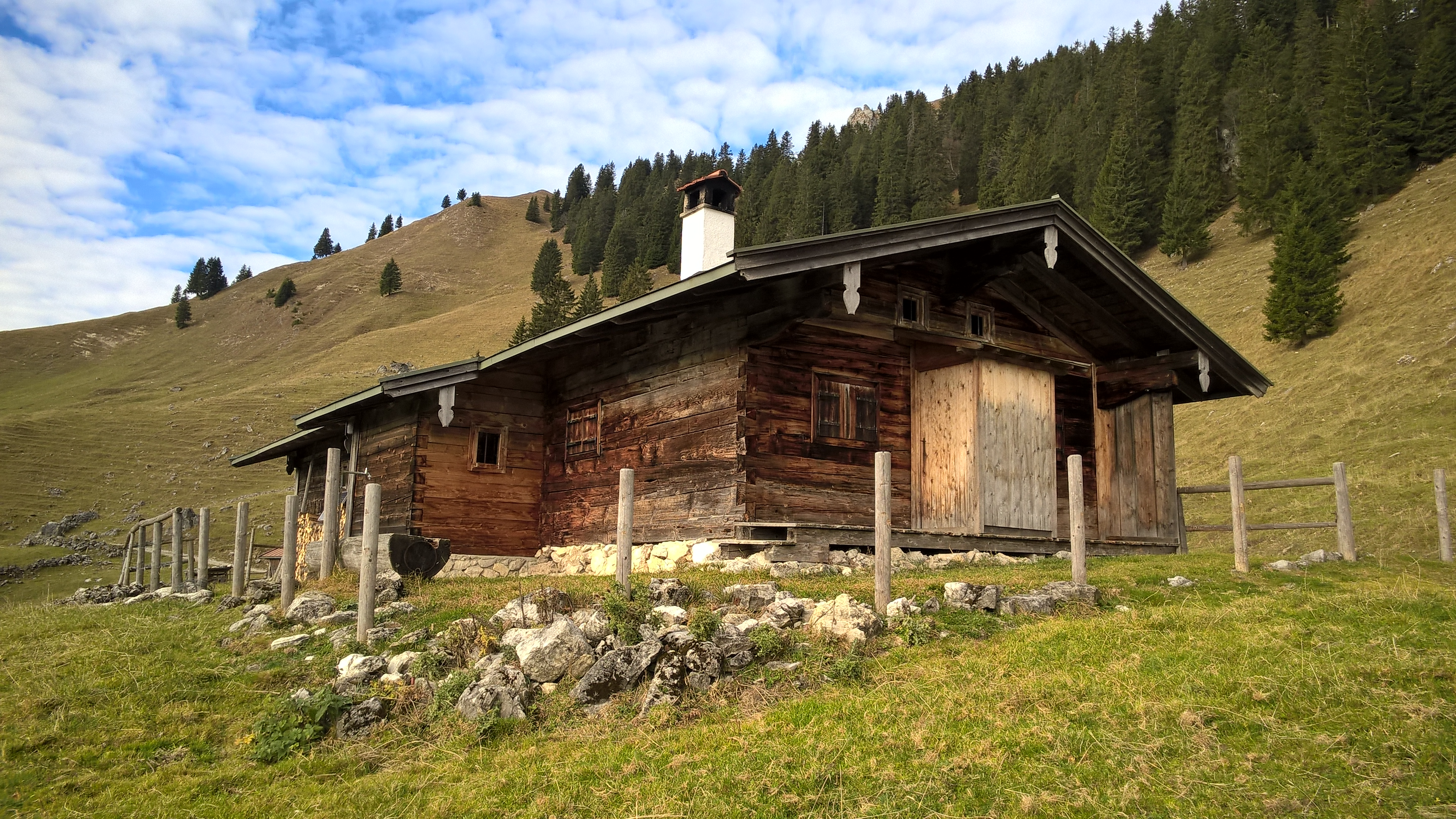
Östliche Hütte (Familie Höß)
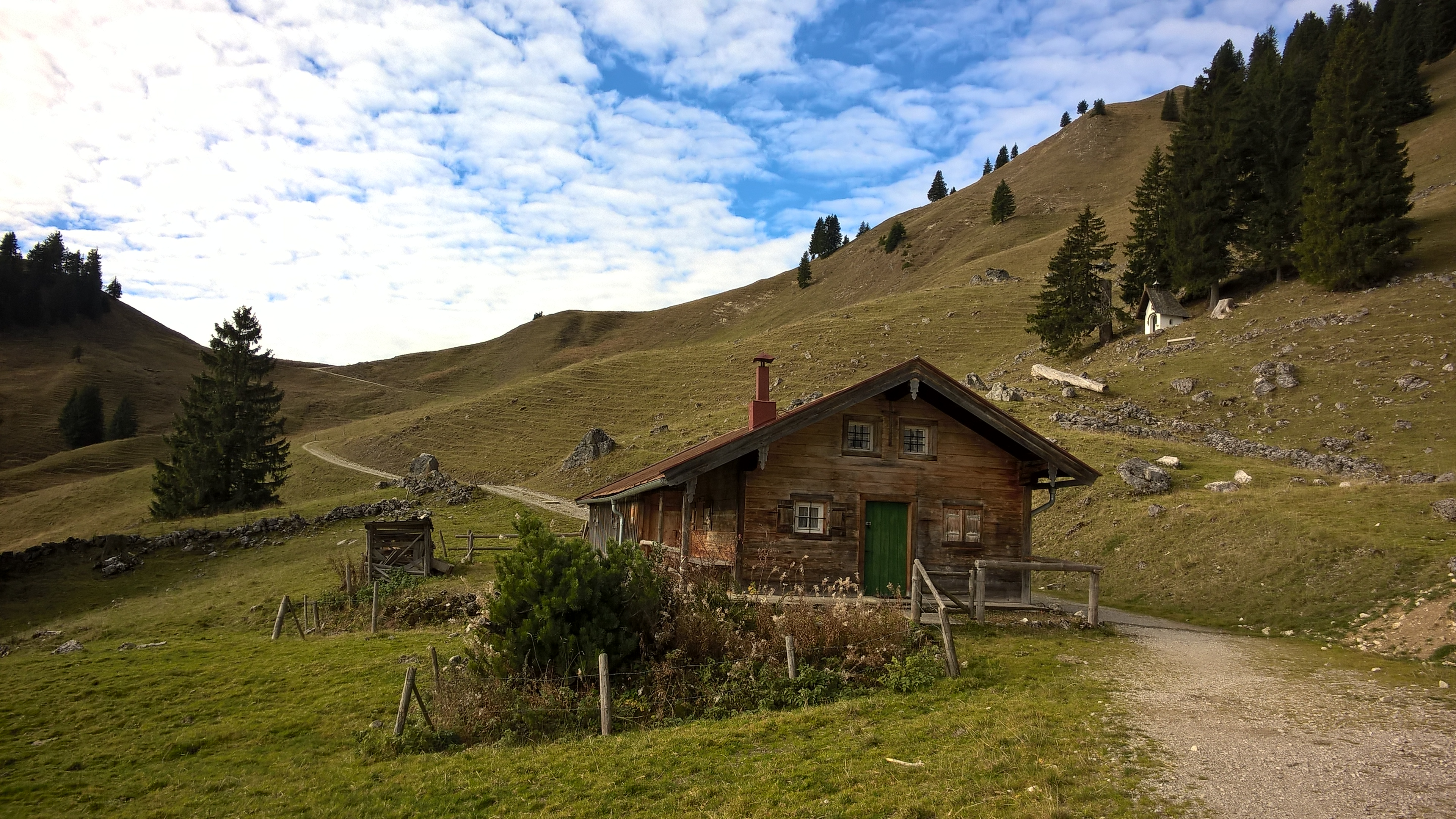
Westliche Hütte (Familie Wagner)
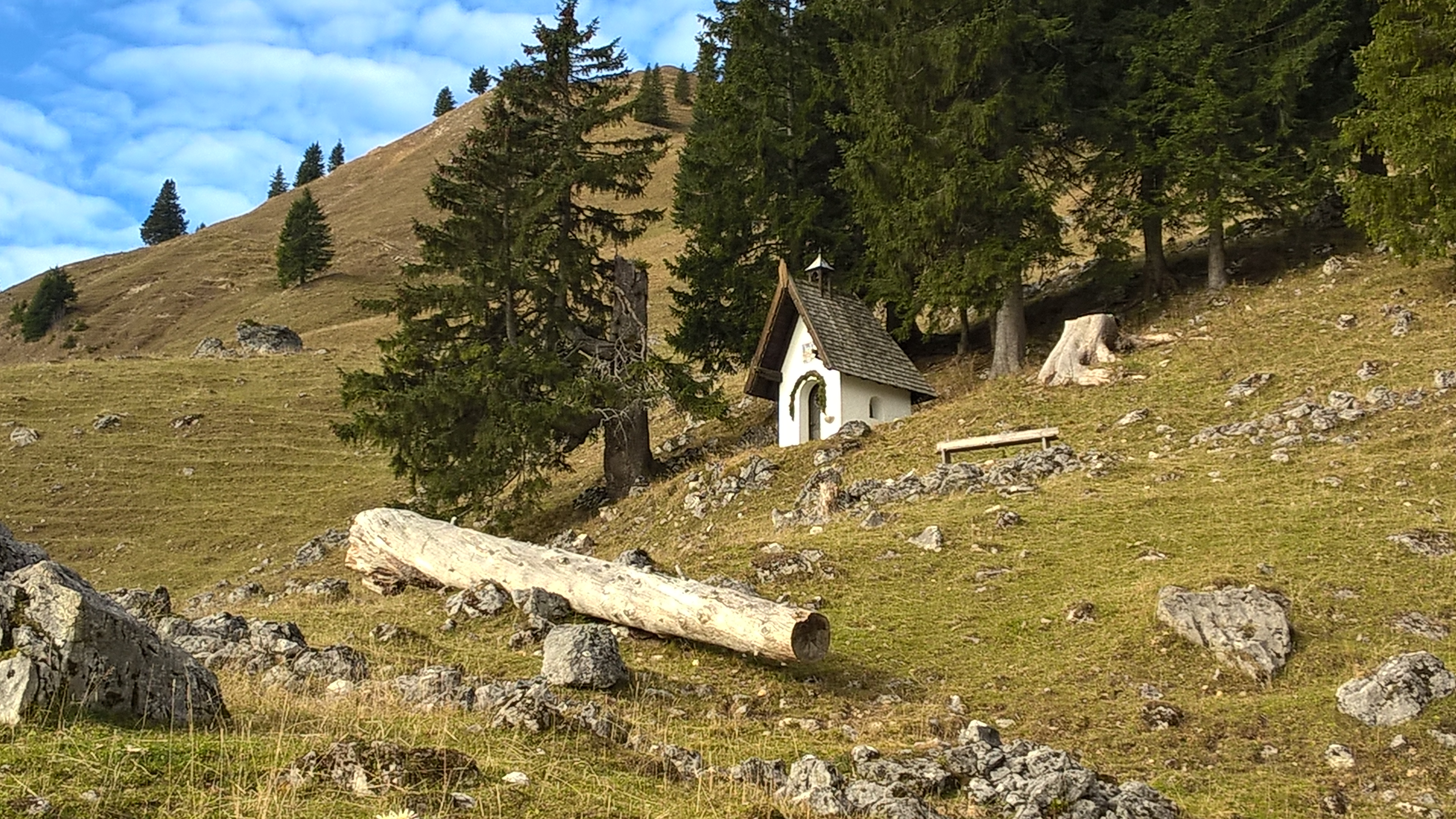
Kapelle